# Clinton, Illinois
Clinton là một thành phố thuộc quận DeWitt, tiểu bang Illinois, Hoa Kỳ. Năm 2010, dân số của thành phố này là 7225 người.

## Dân số
Dân số qua các năm:
- Năm 2000: 7485 người.
- Năm 2010: 7225 người.